# ОМШ „Константин Бабић” Кладово
ОМШ „Константин Бабић” у Кладову почела је са радом септембра 1969. године, када су одржани пријемни испити за упис у ново отворено одељење ниже музичке школе из Зајечара при Радничком универзитету у Кладову.
Од 1976. године до 1998. године школа ради у саставу Основне школе „Вук Караџић” у Кладову. Од 1998. године основана је школа за основно музичко образовање у Кладову. Школа је регистрована за обављање делатности основног музичког образовања. 
Године 2002. Министарство просвете одељење у Нишу дало позитиван извештај о испуњености услова за рад ОМШ „Константин Бабић” у Кладову и Издвојеном одељењу у Брзој Паланци.